# Língua pandanus

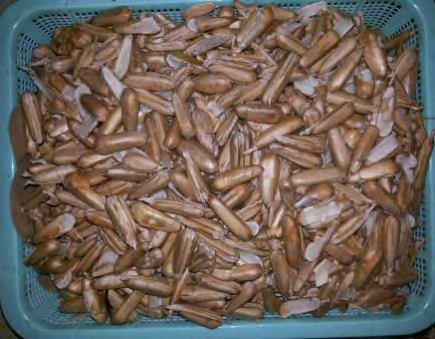
Noz Karuka (Pandanus julianettii)

Uma língua pandanus é uma linguagem tabu usada entre os povos do leste da Nova Guiné, usada na coleta de nozes Pandanus.

## Uso
Anualmente, as pessoas acampam na floresta para colher e cozinhar as nozes de karuka (ambos Pandanus julianettii e Pandanus brosimos). Pensa-se que muitas palavras normais não são saudáveis para as plantas, pois carregam associações adversas ao crescimento adequado das nozes. Um elaborado vocabulário de até mil palavras e frases foi desenvolvido para substituir o vocabuláriotido como tabu. O novo vocabulário se concentra nas palavras envolvidas nos deslocamentos para colher nozes karuka e muda à medida que as palavras se tornam conhecidas fora de uma área. O idioma é frequentemente falado para controlar as alegadas propriedades mágicas das altas levações onde o karuka cresce, e para aplacar perigosos espíritos da natureza como  Kita-Menda (também chamado de Giluwe yelkepo não deve ser usada fora da área onde as árvores crescem, por medo de que os espíritos das montanhas a ouçam e desçam para investigar.
Espera-se que todas as idades e sexos conheçam o idioma do ritual antes de entrar nas áreas de tabu, mas os estrangeiros que não conhecem o idioma podem ter permissão para falar Tok Pisin. Como Tok Pisin tornou-se mais falado na região, as línguas pandanus estão hoje em extinção.

## Estrutura
A gramática e o vocabulário das línguas pandanus são baseados na língua materna, mas de forma restrita e consolidada, especialmente para nomes de organismos vivos. Muitas vezes, as palavras são agrupadas em termos genéricos, que não têm um conceito equivalente no discurso comum. As palavras de um idioma Pandanus também podem ser palavras tomadas emprestadas de outros idiomas.
'Karuka,' como termo, não é tratado consistentemente em todas as línguas pandanus. Por exemplo, em kewa é aga, mas na língua kewa pandanus é rumala agaa.  Inversamente, em kalam e seu registro pandanus, a palavra é a mesma: alŋaw.

## Línguas pandanus
Pandanus foram verificadas em bem documentadas para as línguas:
- Língua imbongu[1][5]
- Kalam[1][2][5]
- Kewa[1][5]
- Kobon[2]
- Melpa[1][5]
- Mendi[1][5]
- Taiap[2]

A língua kalam pandanus, chamada “alŋaw mnm“ (idioma pandanus) ou “ask-mosk“ (idioma de evasão, também é usada ao comer ou cozinhar carne de casuar, em vez de falar “monmon mnm“ (língua comum/livre). Não é falada por medo de espíritos, mas para impedir que as nozes fiquem aquosas, duras ou podres; ou no caso dos casuar, para mostrar respeito ao pássaro. O idioma kalam pandanus também pode ser usado fora da floresta sem penalidade, ao contrário de outras versões. Esse registro tem possivelmente milhares de anos e pode ter sido inspirado em idiomas pandanus mais antigos.
A língua huli possui um registro de evasão chamado tayenda tu ha illili (tabu da divisão de arbustos) usada para coletar Pandanus, além de caçar ou viajando. O tayenda, como muitos dos exemplos acima, é usado para evitar espíritos malévolos da mata.